# Harmilan Bains
Harmilan Bains (* 23. Juli 1998 in Hoshiarpur, Punjab) ist eine indische Leichtathletin, die sich auf den Mittelstreckenlauf spezialisiert hat. Sie ist momentan Inhaberin des indischen Landesrekordes im 1500-Meter-Lauf und wurde 2024 Hallenasienmeisterin.

## Sportliche Laufbahn
Erste internationale Erfahrungen sammelte Harmilan Bains im Jahr 2016, als sie bei den Juniorenasienmeisterschaften in der Ho-Chi-Minh-Stadt in 4:33,02 min die Bronzemedaille im 1500-Meter-Lauf gewann. Anschließend schied sie bei den U20-Weltmeisterschaften in Bydgoszcz mit 4:28,19 min im Vorlauf aus. 2019 schied sie bei der Sommer-Universiade in Neapel mit 2:11,41 min sowie mit 4:26,50 min jeweils im Vorlauf über 800 und 1500 Meter aus 2023 gewann sie bei den Asienspielen in Hangzhou in 4:12,74 min die Silbermedaille über 1500 Meter hinter der Bahrainerin Winfred Mutile Yavi und über 800 Meter gewann sie in 2:03,75 min die Silbermedaille hinter der Tharushi Karunarathna aus Sri Lanka. Im Jahr darauf siegte sie in 4:29,55 min über 1500 Meter bei den Hallenasienmeisterschaften in Teheran.
2021 wurde Bains indische Meisterin im 800- und 1500-Meter-Lauf.

## Persönliche Bestleistungen
- 800 Meter: 2:02,57 min, 27. Juni 2021 in Patiala
- 1500 Meter: 4:05,39 min, 16. September 2021 in Warangal
  - 1500 Meter (Halle): 4:29,95 min, 17. Februar 2024
- 3000 Meter: 9:01,30 min, 1. Juli 2023 in Watford